# خنده در تاریکی
خنده در تاریکی (انگلیسی: Laughter in the Dark) رمانی است از ولادیمیر ناباکوف نویسنده روسی، اولین ترجمه انگلیسی این کتاب با نام تاریکخانهٔ دوربین در سال ۱۹۳۶ در لندن توسط وینفرد روی و توسط انتشارات «جاناتان لانگ» منتشر شد، در سال ۱۹۳۸ تحت نام شناخته شده امروزی آن با عنوان خنده در تاریکی توسط روی وینفرید و با اعتبار نویسنده توسط انتشارات «هاچینسون» منتشر و تا به امروز با همین نام تجدید چاپ می‌شود

## شرح کوتاهی از داستان
کتاب خنده در تاریکی یک اثر توسعه یافته دیگر بر پایه دیگر اثر مشهور نویسنده به نام لولیتا است، کتاب روایت معاملات (ولخرجی) با محبت یک مرد میانسال برای یک زن بسیار جوان و زیبا روی است و در نتیجه به نوعی بیانگر همان شیوه زندگی انگلی است.

## شخصیت‌های اصلی کتاب
برای شخصیت‌های کتاب در ترجمه انگلیسی نام‌های مختلفی آورده شده، شخصیت‌های زیر برگرفته از ترجمه انگلیسی کتاب می‌باشد
- آلبرت آلبینوس - یک منتقد میانسال هنر
- مارگوت پیترز - یک بازیگر ۱۷ ساله مشتاق، کارگر معمولی، مدل، و اغواکننده (اغواگر)
- اکسل رکس - نقاش اهل نیویورک و اولین کسی که با مارگوت رابطه عاشقانه داشته و زمانی که مارگوت او را رها می‌کند این رابطه شکسته می‌شود
- الیزابت آلبینوس - همسر آلبرت آلبینوس
- پل هاچنوارت - برادر الیزابت
- اوتو پیترز - برادر مارگوت
- فریدا - خدمتکار آلبینوس
- ایرما آلبینوس - دختر الیزابت و آلبرت
- کاسپر - یکی از دوستان اوتو
- اودو کنراد - نویسنده و از دوستان آلبرت